# 謎解き日本一決定戦X
『謎解き日本一決定戦X』(なぞときにほんいちけっていせんカイ) は、TBS系列で2022年から放送されているクイズバラエティ番組、特別番組である。

## 概要
10歳以上を対象とする予選を突破した8組（第2回では8人）がサバイバル方式で松丸亮吾率いる謎解きクリエイター集団「RIDDLER」（リドラ）が監修した謎解きに挑戦する視聴者参加番組。
第1弾では2人1組のペア形式で行われたが、第2弾では個人戦で行われた。決勝戦を制した者が優勝となり、優勝者にはトロフィーと賞金100万円が贈呈される。

## 出演者

### MC
- 今田耕司[2]
- 小芝風花 - 第2弾[3]

### 大会コミッショナー
- 松丸亮吾[2]

## 放送リスト
| 回 | 放送日                      | ゲスト                                                           | ゲスト                                | 出典  |
| 回 | 放送日                      | スタジオゲスト                                                   | 出題者ゲスト                          | 出典  |
| -- | --------------------------- | ---------------------------------------------------------------- | ------------------------------------- | ----- |
| 1  | 2022年3月27日 21:00 - 22:48 | 陣内智則 狩野英孝 井森美幸 鷲見玲奈                              | ミルクボーイ                          | [ 2 ] |
| 2  | 2023年3月26日 21:00 - 22:48 | INI（池﨑理人、佐野雄大） 城田優 かたせ梨乃 藤本敏史（FUJIWARA） | マヂカルラブリー 秋山竜次（ロバート） | [ 3 ] |

## ルール

### 第1回
総参加者数約5万人。3つの予選と最終予選を経て8組16人が決勝大会（本戦）へ進出。
ファーストステージ（8組→4組）
- A・Bブロック共に4組ずつ参加。
- モニターに解答を記入後「ロック」することで解答及び解答時間を確定。正解すれば残り時間がポイントとして加算、不正解の場合は0ポイントとなる。各組とも4問の合計ポイント上位2組がセカンドステージ進出。

敗者復活戦（敗れた4組→1組）
- ファーストステージで敗れた4組がそれぞれ目隠しと耳栓をした状態で檻の中に閉じ込められた状態でスタート。いち早く檻にかかっている4ケタのナンバーロックを開錠し檻から脱出したペアが敗者復活。

セカンドステージ お笑い×謎解き（5組→4組）
- ミルクボーイ・陣内智則のネタの中に謎が仕込まれており、その謎の答えを当てる。
- 早書き早押しのルールはファーストステージと変わらず。2問行い合計ポイント上位4チームが準々決勝進出。

準々決勝 ドラマ×謎解き（4組→3組）
- 連続爆破事件を止めるべく、刑事の東田和樹（中島健人）、松本聡子（かたせ梨乃）、佐藤新平（宇梶剛士）と共に「謎解き遠隔操作班」としてリモート通話で捜査協力をしながら謎解きを行う。
- シンキングタイムスタート後、封筒から選択肢となるパネルを取り出し、解答台にパネルを差し込みボタンを押すことで解答・ロックとなる。これまでのステージ同様正解した場合残り時間が得点となる。3問の合計得点上位3チームが準決勝進出。

準決勝 早抜け脱出トライアル（3組→2組）
- 各チームとも目隠しと耳栓をした状態で密室に閉じ込められた状態でスタート。壁に隠された3文字の生き物の名前を部屋にあるパソコンで入力し解答。正解すると1つにつき20ポイント、不正解の場合マイナス10ポイント。現在の得点は床に表示されており、100ポイントで部屋にある扉を開くことが出来る。いち早く密室から脱出した2チームが決勝進出。

決勝（2組→1組）
- 渋谷スクランブルスクエア・SHIBUYA SKY46階の特設会場に舞台を移しての決勝。本来は屋上での決勝を予定されていたが強風により1フロア下で行われている。しかし、トロフィーのみ屋上に置かれており、「立ち入り禁止の屋上からトロフィーを手にしたペア」が優勝となる。
- 解答者の前には「H」「I」「N」「T」と書かれたボックスが用意されており、2チームは謎解きに早押しで解答。正解したチームはアルファベットを1つ指定し、白い面を押すことによりトロフィーを手に入れる為の手がかりを得ることが出来る。

### 第2回
総参加者数約7万人。インターネットによる予選、東京にて行われた最終予選を経た8人が本戦へ進出。
ファーストステージ お笑い謎解き（8人→5人）
- マヂカルラブリーによる漫才中に組み込まれた問題と秋山演じる謎解きクリエイター「AKI-MARU」による問題が3問出題される。
- 第1回と同じルールでのポイント制早書き早押しで行われる。得点上位5人がセカンドステージ進出。

セカンドステージ 呪術廻戦謎解き（前半5人→4人、後半4人→3人）
- 『呪術廻戦』とのコラボ謎解き。五条悟から持ち掛けられた「呪術高専の謎解き非常勤講師」の採用試験に挑戦する。
- 前半戦はファーストステージ同様のポイント制早書き早押し。ただし問題画面は「毒」「乱」などの暗い言葉によって埋め尽くされており、時間経過によって徐々に見えるようになる。2問行い最下位が敗退。
- 後半戦は「脱出謎解き」に挑戦。各自目隠しと耳栓をした状態でそれぞれ密室内に閉じ込められる。スタートの合図と共に目隠しを取り、呪霊をいち早く全て倒した3人が準決勝進出。倒すべき呪霊は壁に書かれており、部屋に用意された呪霊に対応するお札を貼ることで倒すことができる。間違ったお札を貼るとペナルティとして30秒間他のお札を使用することが出来ない。

準決勝 ドラマ謎解き（3人→2人）
- 最終予選の裏で発生していた番組プロデューサー殺人事件の容疑者となったADの冤罪を晴らすべく、裁判中の弁護士の龍禅寺護（城田）と新人弁護士の手取愛（島崎遥香）と共にリモート通信で裁判で登場する謎解きに挑む。
- これまで同様早書き早押し問題を3問行い、ポイント上位2名が決勝進出。

決勝（2人→1人）
- 謎解きに早押しで解答し、正解すると中央にある台座でタワーを操作できる権利を得る。台座に用意されたパネルをはめ込むとスタジオ上部についているセンサーがパネルを正面から認識し、それによってある一定の法則でトロフィーへと続く3段のタワーが回転し形状が変化する。考慮時間は1分。法則を導き出し、自分の目の前で階段を揃え頂上のトロフィーを手にした者が優勝。

## スタッフ
第2回（2023年3月26日放送分）
- ナレーター：中村悠一、永田亮子
- 謎監修：松丸亮吾、角谷進之介 / 運天拓、勝元甫、渡辺一弘、宮嶌祐生、佐藤達郎、大場夏来
- 構成：竹村武司、藤雄、細川拓朗
- TM：高石和隆（MBS）
- TP：山下悠介
- SW：上田一路（MBS）
- CAM：小川利行
- VE：宮本学
- 音声：小清水健治
- PA：本田一智
- 照明：白石弘志、根建勝広
- TK：後藤有紀
- 編集：川口善史、坪田伊津子、大柴萌恵
- 音効：久坂惠紹、西島弘晃
- MA：三木多聞
- CG統括：正冨大樹（えむき）
- バーチャル：西田恭敬
- VIZ：佐藤順
- システム：袖山巧
- CG：市川充史、井上洸佑
- 3DCG：紀野伸子、田中裕司
- タイトル：飯田捷人、安藤燿司
- 美術プロデューサー：中村嘉邦
- 美術デザイナー：中西勇二（MBS）、水野谷重謙
- 美術ディレクター：町山充洋、田方昭吾
- 大道具：鈴木匡人
- 鉄骨：朝熊智浩
- フロア装飾：森美男
- 操作：樋口真也、嘉手苅賢、田方昭吾、久保唯人
- 電飾：庄子泰広、住義仁
- モニター：大石雅文、松本侑馬
- メイク：岡口真美
- プレーヤー衣裳：伊藤正美、石橋万里
- 衣装協力：ete、KOH'S LICK CUPRO
- 技術協力：ニユーテレス、プログレッソ、サンフォニックス、TRIPOT、戯音工房、イングス
- 美術協力：TBS ACT
- アドバイザー：西澤和也・登坂琢磨（共にMBS）
- 編成：合田忠弘・藤原大輔（共にMBS）
- PR：竹山亜紀・上村華乃子（共にMBS）
- スチール：森下里香
- デスク：小瀬木ゆかり・本井智世（共にMBS）
- 制作進行：権田祐輔、上林千秋
- AP：福田菜々美
- AD：伊志嶺大志、長妻昇太郎、徐梓樂、須藤璃緒
- ディレクター：新田亮介・竹内成修・原田大地（共にMBS）、久保田集・高島さんとす・日向亜紗樹・加藤富久（EAST-F）、杉原裕一、忍穂井綾、岡本舞
- プロデューサー：鈴木一慶（吉本興業）、大橋圭史（EAST-F）、篠田莊太郎、河崎聡太（EAST-F）、貞本有紀（ザ・スピングラス）、柴田裕正（EAST-F）、岡本計（てっぱん）
- 総合演出：山内健太郎（MBS）
- チーフプロデューサー：木米英治（MBS）
- 制作協力：吉本興業
- 製作著作：MBS